# فلش ویدئو
فلش ویدئو (به انگلیسی: Flash Video) یک فرمت رایج ارائه تصویر بر روی اینترنت توسط ادوبی فلش است. FLV نام اختصاری Flash Video است. این فرمت ممکن است درون SWF جاسازی شده باشد. فرمت فلش دیگری نیز به نام F4V وجود دارد.